# Rutan Catbird
Die Rutan Catbird (auch Scaled Composites Model 81 Catbird) ist ein Reiseflugzeug des amerikanischen Herstellers Scaled Composites. Es wurde von Burt Rutan entwickelt.
Die Catbird ist ein fünfsitziges Reiseflugzeug, das mit einem Kolbenmotor angetrieben wird. Sie besitzt eine Tiefdeckerauslegung, ein T-Leitwerk und ein einziehbares Bugradfahrwerk. Als Besonderheit ist die Maschine mit einer zusätzlichen vorderen Tragfläche, einem Canard, ausgerüstet. Sie ist komplett aus Verbundwerkstoffen hergestellt und wurde ursprünglich für Beechcraft entwickelt. Als Antrieb dient ein Lycoming TIO-360 A1C6D mit 210 PS Leistung, der nach dem Prinzip des Düsenkühlers mit Kühlluft versorgt wird.
Es wurde nur ein Prototyp hergestellt, der 1988 das CAFE-400-Kriterium mit der höchsten bis heute erreichten Punktzahl für sich entscheiden konnte. Die Maschine hält zwei Klassenweltrekorde, die auf einer Rundstrecke zwischen Lake Hughes und Boise geflogen wurden:
1. 2000 km über geschlossenen Kurs ohne Nutzlast für kolbenmotorgetriebene Flugzeuge mit einer Startmasse bis 1000 kg mit 401,46 km/h, aufgestellt am 29. Januar 1994 von Richard Glenn Rutan[5]
2. 2000 km über geschlossenen Kurs ohne Nutzlast für kolbenmotorgetriebene Flugzeuge mit einer Startmasse bis 1750 kg mit 413,78 km/h, aufgestellt am 2. März 1994 von Michael Melvill[5]

## Technische Daten
| Kenngröße             | Daten                                          |
| --------------------- | ---------------------------------------------- |
| Besatzung             | 1                                              |
| Passagiere            | 4                                              |
| Spannweite            | 9,75 m                                         |
| Flügelfläche          | 9,29 m²                                        |
| Flügelstreckung       | 10,24                                          |
| Leermasse             | 646 kg                                         |
| Startmasse            | 1293 kg                                        |
| Tankinhalt            | 280 l                                          |
| Höchstgeschwindigkeit | 440 km/h                                       |
| Reisegeschwindigkeit  | 400 km/h                                       |
| Reiseflughöhe         | 7300 m                                         |
| Triebwerk             | ein Lycoming TIO-360A1C6D, 210 PS (ca. 150 kW) |